# Hargrave Jennings
Hargrave Jennings (geboren ca. 1817; gestorben 1890) war ein britischer Freimaurer, Rosenkreuzer und Autor belletristischer, okkultistischer und religionswissenschaftlicher Werke.

## Leben
In den 1830er Jahren begann Jennings für Frederick Marryats Metropolitan Magazine zu schreiben und verfasste Geschichten im Stil von Edgar Allan Poe, doch in den 1840er Jahren kam dieser gotische Stil zunehmend aus der Mode.
Später arbeitete Jennings dann viele Jahre als Sekretär für James Henry Mapleson (1830–1901),  Opernimpresario und Manager der italienischen Oper in London. 
Schließlich wandte sich Jennings’ Interesse zunehmend dem Okkultismus zu. Es wird vermutet, er wäre das Vorbild für die Figur des Ezra Jennings in Wilkie Collins Roman The Moonstone (1868) gewesen.
Er vertrat in zahlreichen Schriften die Theorie, dass es eine allen Religionen zugrundeliegende Urreligion gegeben hätte, deren Gegenstand die Verehrung der Geschlechtsteile Penis und Vulva war, wie etwa in Indien im Kult von Lingam und Yoni. Die Reste dieses von ihm als Phallism und später als Phallicism bezeichneten Kultes glaubte er in zahlreichen Gegenständen und Symbolen aufspüren zu können.
Durch seine Bekanntschaft mit Paschal Beverly Randolph übte er auf die Entwicklung der Sexualmagie im Okkultismus des 19. und 20. Jahrhunderts einen erheblichen Einfluss aus, der etwa bei Theodor Reuss und dessen Ordo Templi Orientis (OTO) gut belegbar ist. So ist Reuss' Lingam-Yoni oder die Mysterien des Geschlechts-Kultus (1906) weitgehend eine Übersetzung von Jennings’ Phallism.
In der Gnostischen Katholischen Messe des OTO wird Jennings als eines „Heiligen“ gedacht. 
Jennings war außerdem 1870 zum Ehrenmitglied der Societas Rosicruciana in Anglia gewählt worden.
Andererseits wurden seine Arbeiten im Golden Dawn und insbesondere von Arthur Edward Waite vehement abgelehnt, was sowohl an wissenschaftlichen Mängeln seiner Schriften als auch an den von Jennings behandelten, viktorianischen Empfindlichkeiten verletzenden Gegenständen liegen mochte.
In diesem Zusammenhang wird angenommen, dass Jennings der Autor mehrerer anonymer Schriften in der Reihe Nature Worship and Mystical Series ist. Es wurde auch vermutet, dass Sha Rocco ein Pseudonym von Jennings ist. Allerdings gibt es hier Unklarheiten, da auch Abisha S. Hudson (1819–1904) für diese thematisch verwandten Texte als Autor in Frage kommt.

## Schriften
unter eigenem Namen
- The marine memorandum book. 3 Bde. Thomas Cautley Newby, London 1845.
- The Ship of Glass or The mysterious island. A romance. London 1846.
- Atcherley. A novel. London 1846.
- St George. A miniature romance. London 1853.
- Indian Religions, or Results of the Mysterious Buddhism. By an Indian Missionary. Guildford, London 1858.
- War in London; or peace in London. Remonstrance addressed to the People of England. London 1859.
- Curious Things of the Outside World: Last Fire. 2 Bde. London 1861.
- One of the thirty. A strange history now for the first time told. J. C. Hotten, London 1870, Digitalisat.
- The Rosicrucians: Their Rites and Mysteries. With chapters on the ancient fire- and serpent-worshipers, and explanations of the mystic symbols represented in the monuments and talismans of the primeval philosophers. J. C. Hotten, London 1870, Digitalisat. 4. Aufl. 1907 online.
  - Deutsch: Die Rosenkreuzer. Ihre Gebräuche und Mysterien. Übersetzung von Antonius von der Linden. 2 Bde. Hermann Barsdorf, Berlin 1912. Nachdruck: Ansata, München 2004, ISBN 3-7787-7273-2. Weitere Ausgabe: 2 Bde. Ed. Geheimes Wissen, Graz ca. 2009, ISBN 978-3-902705-47-1.
- Live Lights and Dead Lights: Altar or Table? In conjunction with two Members of the Church of England. John Hodges, London 1873.
- The Obelisk: Notices of the Origin, Purpose and History of Obelisks. J. Bursill, London 1877.
- The Childishness and Brutality of the Time. Vizetelly & Co., London 1883, Digitalisat.
- Phallicism, celestial and terrestrial, heathen and Christian, its connexion with the Rosicrucians and the Gnostics and its foundation in Buddhism, with an essay on mystic anatomy. G. Redway, London 1884, Digitalisat.
  - Deutsch: Lingam-Yoni oder die Mysterien des Geschlechts-Kultus als Basis der Religion aller Kulturvölker des Altertums und Ursprung des Kreuzes und im Besonderen des Crux Ansata : unter Benützung alter Geheimschriften eines Ordens, sowie der anerkanntesten Quellenwerke. Zusammengestellt. und übersetzt von Pendragon [= Theodor Reuss]. Willson, Berlin 1906. Neuausgabe: Ed. Geheimes Wissen, Graz ca. 2010, ISBN 978-3-902756-59-6.
- Charon: Sermons from the Styx. A Posthumous Work by Frederick the Great. Followed by other terrible dreams for the wicked, in the manner of Calderon and Hoffmann. W.H. Allen & Co, London 1886.
- Nature worship; an account of phallic faiths and practices, ancient and modern including the adoration of the male and female powers in various nations and the Sacti Puja of Indian Gnosticism. Privatdruck, London 1891, Digitalisat.

Bücher in der Reihe Nature Worship and Mystical Series
- Phallic Worship. 1880.
- Phallism: A Description of the Worship of Lingam-Yoni. 1889. Nachdruck unter dem Titel Phallicism, ca. 1890–91.
- Ophiolatreia: An Account of the Rites and Mysteries Connected with the Origin, Rise, and Development of Serpent Worship. 1889.
- Phallic Objects, Monuments, and Remains. 1889.
- Cultus Arborum: A Descriptive Account of Phallic Tree Worship. 1890.
- Fishes, Flowers, and Fire as Elements and Deities in the Phallic Faiths and Worship. 1890.
- Archaic Rock Inscriptions: an Account of the Cup and Ring Marking. 1890.
- Nature Worship: An Account of Phallic Faiths and Practices. 1891.
- Phallic Miscellanies: Facts and Phases of Ancient and Modern Sex Worship, as Explained Chiefly in the Religions of India. 1891.
- Mysteries of the Rosie Cross, or the History of that Curious Sect of the Middle Ages, known as the Rosicrucians. 1891.

Bücher von Sha Rocco
- The Masculine Cross and Ancient Sex Worship. A. K. Butts, New York 1874. Nachdruck in der Reihe Nature Worship and Mystical Series 1890, (online)
- Sex Mythology. Privatdruck, London 1898 (nach Jennings’ Tod publiziert).